# Georgijs Pujacs
Georgijs Pujacs (ur. 11 czerwca 1981 w Rydze) – łotewski hokeista, reprezentant Łotwy, trzykrotny olimpijczyk.

## Kariera
- HK Riga 2000 (1996–1998)
- Dinamo Ryga 81 (1998–1999)
- Rochester Mustangs (1999–2000)
- Anchorage Aces (2000)
- Liepājas Metalurgs (2000–2003)
  -  Vilki Ryga (2001, 2004)
- Örebro HK (2003, 2004)
- Elmira Jackals (2004–2005)
- HK Riga 2000 (2005–2006)
- Chimik Mytiszczi (2006–2007)
- Łada Togliatti (2007–2008)
- Dynama Mińsk (2008)
- Łada Togliatti (2008–2009)
- Dinamo Ryga (2009)
- Sibir Nowosybirsk (2009–2012)
- Awangard Omsk (2012–2013)
- Dinamo Ryga (2013–2014)
- Nieftiechimik Niżniekamsk (2014–2015)
- HC 05 Banská Bystrica (2016)
- Dinamo Ryga (2016–2018)
- HK Prizma Ryga (2018–2019)
- Olimp Ryga (2019–)

Od połowy stycznia 2012 gracz klubu Awangardu Omsk. W lutym 2013 przedłużył kontrakt o dwa lata, jednak w lipcu 2013 został zwolniony z klubu. Tuż po tym został ponownie zawodnikiem Dinama Ryga. W drugiej połowie grudnia 2014 został zwolniony z klubu. Wówczas został zawodnikiem Nieftiechimika Niżniekamsk. Zwolniony z klubu na początku października 2015. Od stycznia 2016 zawodnik HC 05 Bańska Bystrzyca. Od lata 2016 ponownie w Dinamie Ryga. W lipcu 2019 został graczem Olimpu Ryga.
Uczestniczył w turniejach mistrzostw świata w 2006, 2007, 2008, 2009, 2010, 2011, 2012, 2013, 2014 oraz zimowych igrzysk olimpijskich 2006, 2010, 2014.

## Sukcesy

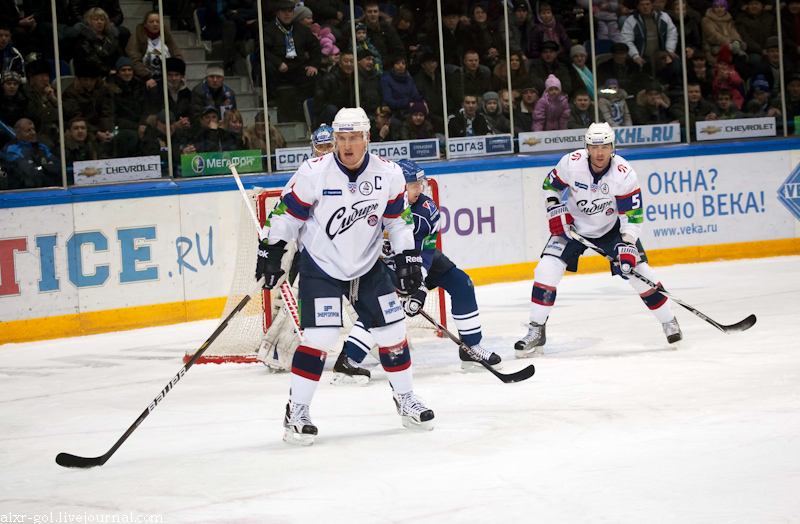
Georgijs Pujacs (na pierwszym planie) jako kapitan Sibiru Nowosybirsk (4 grudnia 2011)

Klubowe
- Srebrny medal mistrzostw Łotwy: 2001 z Metalurgsem Lipawa, 2006 z HK Riga 2000, 2021 z HK Olimp/Venta 2002
- Mistrzostwo Wschodnioeuropejskiej Ligi Hokejowej: 2002 z Metalurgsem Lipawa
- Brązowy medal Mistrzostw Białorusi: 2006 z HK Riga 2000
- Drugie miejsce w Pucharze Kontynentalnym: 2005/2006 z HK Riga 2000
- Srebrny medal mistrzostw Rosji: 2012 z Awangardem Omsk

Indywidualne
- Mistrzostwa Świata w Hokeju na Lodzie 2011/Elita:
  - Pierwsze miejsce w klasyfikacji minut kar turnieju: 33 minuty
  - Jeden z trzech najlepszych zawodników reprezentacji
- Mistrzostwa Świata w Hokeju na Lodzie 2012/Elita:
  - Jeden z trzech najlepszych zawodników reprezentacji